# Tadeusz Wnuk (aktor)
Tadeusz Wnuk (ur. 1 stycznia 1962 w Raciborzu) – polski aktor teatralny.

## Życiorys
Absolwent Wydziału Wokalno-Aktorskiego Akademii Muzycznej im. Karola Lipińskiego we Wrocławiu (1990). Na scenie zadebiutował 21 maja 1988 roku w sztuce Anatolija Rybakowa Dzieci Arbatu na deskach Teatru Polskiego we Wrocławiu w reżyserii Jacka Bunscha. Występował na deskach Teatru im. Jana Kochanowskiego w Opolu (1990–1992), od 1992 roku jest aktorem Teatrze im. Cypriana Kamila Norwida w Jeleniej Górze, gdzie w latach 2002-03 pełnił funkcję kierownika artystycznego, a w latach 2003-05 był kierownikiem zespołu aktorskiego.
Był asystentem Adama Hanuszkiewicza i Waldemara Krzystka, występował w spektaklach w reżyserii Jerzego Schejbala, Krzysztofa Pankiewicza, Piotra Kruszczyńskiego, Piotra Łazarkiewicza, Mai Kleczewskiej, Aliny Obidniak oraz Bogdana Kocy. Odpowiedzialny za edukację teatralną, był także koordynatorem kilku projektów „Lato w Teatrze”, koordynator programu resocjalizacyjno-edukacyjnego dla skazanych „Teatr Za Murem” w Areszcie Śledczym w Jeleniej Górze. Reżyseruje też widowiska historyczne i sztuki wrocławskich dyplomantów. Od 2016 do 2025 roku dyrektor naczelny i artystyczny Teatru im. Cypriana Kamila Norwida w Jeleniej Górze.
Był żonaty z teatrolog Koryną Opalą-Wnuk, z którą ma syna Michała (ur. 1989).

## Filmografia
- 1983: Teoria spiskowa (etiuda szkolna) – obsada aktorska
- 1985: Powiedz kiedy płaczesz – chłopak
- 1989: Nalewka (etiuda szkolna) – sprzedawca
- 1992: Noc i dzień – Jacek, kolega Marka Nowaka (odc. 4)
- 1994: Gościna (spektakl telewizyjny) – kelner
- 1997: Klan – mężczyzna (odc. 18)
- 1999: Świat według Kiepskich – Janusz Mruczybaba (odc. 21)
- 2001: Adam i Ewa – hydraulik
- 2002: Wizyta starszej pani (spektakl telewizyjny) – kierownik pociągu
- 2004: Fala zbrodni – Hegel, właściciel aquaparku (odc. 23)
- 2005, 2007, 2011: Pierwsza miłość – doktor Braniecki, chirurg-transplantolog
- 2006: Fundacja – darczyńca
- 2006: Fala zbrodni – ochroniarz (odc. 73)
- 2007: Tajemnica twierdzy szyfrów – rolnik (odc. 5)
- 2007: Biuro kryminalne – Dariusz Gąsior (odc. 49)
- 2008: Niesamowite historie – inspektor (odc. pt. Matczyna miłość)
- 2009: Zwerbowana miłość – urzędnik banku
- 2009: Afonia i pszczoły – pułkownik polski
- 2011: 80 milionów – strażnik w banku
- 2012: Galeria – klient (odc. 103)
- 2013: Głęboka woda – proboszcz (odc. 1 sezon II)
- 2014: Cyrk pana Capodrone – dryblas II
- 2015: Pierwsza miłość – Michał Janys, dyrektor liceum
- 2016: Ojciec Mateusz – komornik Zabielski (odc. 201)
- 2018: Pierwsza miłość – właściciel sklepu jubilerskiego
- od 2019: Pierwsza miłość – Felicjan Maciejewski, ojciec Weroniki

## Teatr TV
- 2002: Wizyta starszej pani – kierownik pociągu

## Role teatralne (wybrane)
W Teatrze im. Jana Kochanowskiego w Opolu:
- 1990: Jan Maciej Karol Wścieklica – radny gminy

W Teatrze im. Cypriana Kamila Norwida w Jeleniej Górze:
- 1992: Bambuko, czyli skandal w krainie gier – Dziadek
- 1993: Zemsta – Cześnik Raptusiewicz
- 1994: Poskromienie złośnicy – Petruchio
- 1995: Śluby panieńskie – Radost
- 1995: Antygona – Kreon
- 1996: Mały Książę – Król
- 1999: Balladyna – Fon Kostryn; Goniec
- 2000: Pinokio – Gepetto; Arlekin
- 2001: Kordian – Wielki Książę
- 2002: Mistrz i Małgorzata – Piłat
- 2003: Testosteron – Robal
- 2005: Czerwone nosy – Monselet
- 2005: Dożywocie – Łatka
- 2006: Romeo i Julia – Pan Capuleti
- 2006: Trans-Atlantyk – Gonzalo
- 2007: Don Kichote – Pleban; Pasterz
- 2007: Kariera Artura Ui – Butcher, Oskarżyciel, Zapowiadający
- 2009: List – Radost
- 2009: Jesteśmy braćmi? – Robert
- 2010: Sztukmistrz. Norwid o Polsce. Norwid o Polakach. Norwid o sztuce
- 2010: Czarna maska – Silvanus Schuller
- 2010: Przygody rozbójnika Rumcajsa – Hampál
- 2010: Lilla Weneda – Lech
- 2011: Proces – Nadzorca; Kat
- 2011: Portret – Bartodziej

## Nagrody
- 1995: „Srebrny Kluczyk”, nagroda dla najpopularniejszego aktora jeleniogórskiego.
- 2006: „Srebrny Kluczyk”, nagroda w XV plebiscycie popularności organizowanym przez redakcję „Nowin Jeleniogórskich” w kategorii „kreacja aktorska 2005 roku” za rolę Łatki w „Dożywociu” Aleksandra Fredry i rolę Monseleta w „Czerwonych nosach” Petera Barnesa.